# 新田高等学校
新田高等学校（にったこうとうがっこう）は、愛媛県松山市山西町にある私立高等学校。略称は新田高。

## 概要
- 1938年（昭和13年）6月に内外汽船株式会社（現新田汽船株式会社）社長の新田仲太郎の独力出資により温泉郡味生村（現在の松山市山西町）に新田高等学校の前身、旧制新田中学校を設立[1]。元々は男子校であったが、1986年度より男女共学へ移行。かつては商業科、体育科も存在したが、現在は普通科情報系列、普通科体育系列へ変更されている。大学進学に向けた授業を行うスーパー特進（名称はSS科、各学年2クラス）、特進コース（名称はS科、クラス数は生徒数により変動）、総合進学コース選抜クラス（名称はL科、各学年基本2クラス）、総合進学コース（名称はL科、クラス数は生徒数により変動）、工業科（名称はT科、各学年2クラス）があり、2年時より文系、理系、情報系、体育系の各コースがある。また、部活動が盛んで多くの部活動が全国大会へ出場している。

## 沿革
- 1938年6月18日-私立新田中学校として創設。
- 1939年
  - 4月6日-私立新田中学校開校。第1回入学式挙行。
  - 9月18日-校旗制定式。
- 1948年4月19日-新制新田高等学校開校。第1回入学式挙行。
- 1950年
  - 3月15日-財団法人新田学園を学校法人新田学園へ改称。
  - 3月19日-昭和天皇行幸。学園が所蔵するブラジルやアフリカの貝類の標本を観察する[2]。
- 1958年4月1日-工業科設置。
- 1967年4月1日-体育科設置。
- 1985年8月1日-硬式野球部監督に全国制覇の経験がある元松山商業監督・一色俊作の就任が発表される。
- 1986年4月9日-女子生徒入学により男女共学校へ移行。
- 1988年11月1日-アメリカ・サクラメント高校と姉妹校提携。
- 1990年-硬式野球部が選抜高等学校野球大会に初出場し、準優勝の成績を残す。
- 1991年-工業科、商業科を総合科学科に改正。
- 1992年6月26日-新本館完成。
- 1995年11月2日-中国・大連中学と姉妹校提携。
- 1998年
  - 4月9日-新入生よりブレザー型の新制服が導入される。
- 1999年4月1日-普通科特進コース設置、体育科生徒募集停止。
- 2000年4月1日-普通科体育系列、普通科英語系列を設置。
- 2004年-硬式野球部が秋季四国地区高等学校野球大会で優勝し、明治神宮野球大会に初出場。
- 2005年-硬式野球部が15年ぶり2回目の選抜高等学校野球大会出場を果たす。
- 2007年3月30日-第2体育館完成。
- 2009年
  - 4月1日
- 夏用制服のズボン、スカートの色がこれまでのベージュ色から黒色へ変更される。
- 普通科スーパー特進コースを設置。
- 2017年7月31日-来年度（2018年度）4月より女子硬式野球部を創部することが発表される。
- 2018年
  - 1月12日-同年4月に創設する女子硬式野球部の初代監督に秋山和輝が就任。
- 2021年-硬式野球部（男子）が全国高等学校野球選手権愛媛大会で初優勝。初の全国高等学校野球選手権大会出場を果たす。

## 教育理念
- 社会に貢献できる人材育成を図ることを教育方針に掲げている。

校訓
- 至誠（この上なく誠実に）
- 明朗（明るく朗らかに）
- 敬愛（尊敬と親しみの気持ちをもち）
- 剛健（心身ともに強くたくましく）

## 校章・校歌
校章
- 新田家の家紋であった橘を学校教育の柱である「知育、徳育、体育」をあらわす三枚葉としている。葉はペン（学び舎）にも見立てたデザインである。

校歌
- 作詞：古田拡、作曲：清家加寿恵　昭和30年3月2日制定

歌詞は2番まで存在する。歌詞にある「凛たり、燦たり」という言葉は、凛々しく、眩しいくらい鮮やかに生きることを意味している。生徒一人ひとりが自主性を大切に、かけがえのない3年間を輝かしく生き、そして将来の夢に向かって邁進することができるようにという思いが込められている。

## 制服
- かつては、学ラン（女子は紺のダブルのブレザー、白いブラウスにエンジ色のネクタイ）であったが1998年度の新入生よりコシノジュンコがデザインしたブレザー型の制服へ変更された。
- 1998年度より導入された2代目の制服では夏は、学校指定のワイシャツに黒ズボン、黒スカート。一時期、夏用はベージュ色のズボン、スカートだったが廃止されている。
- 2020年度より3代目の制服に移行。女子用の制服に県内初のスラックスが導入された。

## 年間行事
- 4月-入学式・始業式、オリエンテーション、対面式、スポーツテスト、課題テスト
- 5月-中間考査、授業参観、進路説明会、遠足（1年・3年）、クラスマッチ（2年）、県総体（～6月上旬）
- 6月-創立記念式典、新生祭、四国総体
- 7月-期末考査、高校野球全校応援、夏期講座、クラスマッチ（3年）、終業式
- 8月-部活動合宿、学校見学会、高校野球応援（甲子園出場時）、特別進学コース夏季合宿セミナー（1年）、2学期始業式
- 9月-体育祭、校内実力テスト（1年）、学力テスト（1年・2年）、進学模試（3年）
- 10月-中間考査、修学旅行（2年）、普通科体育系ゴルフ実習（2年）
- 11月-進学保護者会（1年・2年）、校内実力テスト（1年・2年）
- 12月-期末考査、クラスマッチ（1年）、芸術鑑賞会、防災避難訓練、終業式
- 1月-3学期始業式、学年末考査（3年）、校内実力テスト（1年・2年）
- 2月-普通科体育系スキー実習（2年）
- 3月-卒業式、学年末考査（1年・2年）、クラスマッチ、防災避難訓練、高校野球応援（甲子園出場時～4月上旬）、終業式

## 学校施設
- 第一教棟 - 特進科教室・進路指導室・保健室
- 第二教棟 - 普通科教室・図書室・理科室(物理・化学・生物)・購買部室・生徒指導部室・                就職部室
- 第三教棟 - 工業科教室・音楽室・書道室・美術室
- 第四教棟 - 普通科1年教室
- 本館 - 校長室・職員室・受付事務室・会議室・応接室・放送室
- たちばな館 -旧本館・歴史館
- 中央体育館 - バスケットボール場・バレーボール場・柔道場・剣道場・ボクシング場・体操場
- 第二体育館 - バドミントン場・卓球場
- 50周年記念館 - 食堂・家庭科室・調理場・ことのは室
- 新楽荘 - 新田家より受贈
- トレーニングセンター - ジム
- 第一運動場 - 硬式野球部・軟式野球部・ソフトボール部グラウンド
- 第二運動場 – ラグビー部グラウンド
- 第三運動場 - ソフトテニス部グラウンド
- 第五運動場 - ハンドボール部グラウンド
- 第六運動場 - サッカー部グラウンド
- 第七運動場 - 陸上部・硬式テニス部グラウンド
- その他 - 弓道場

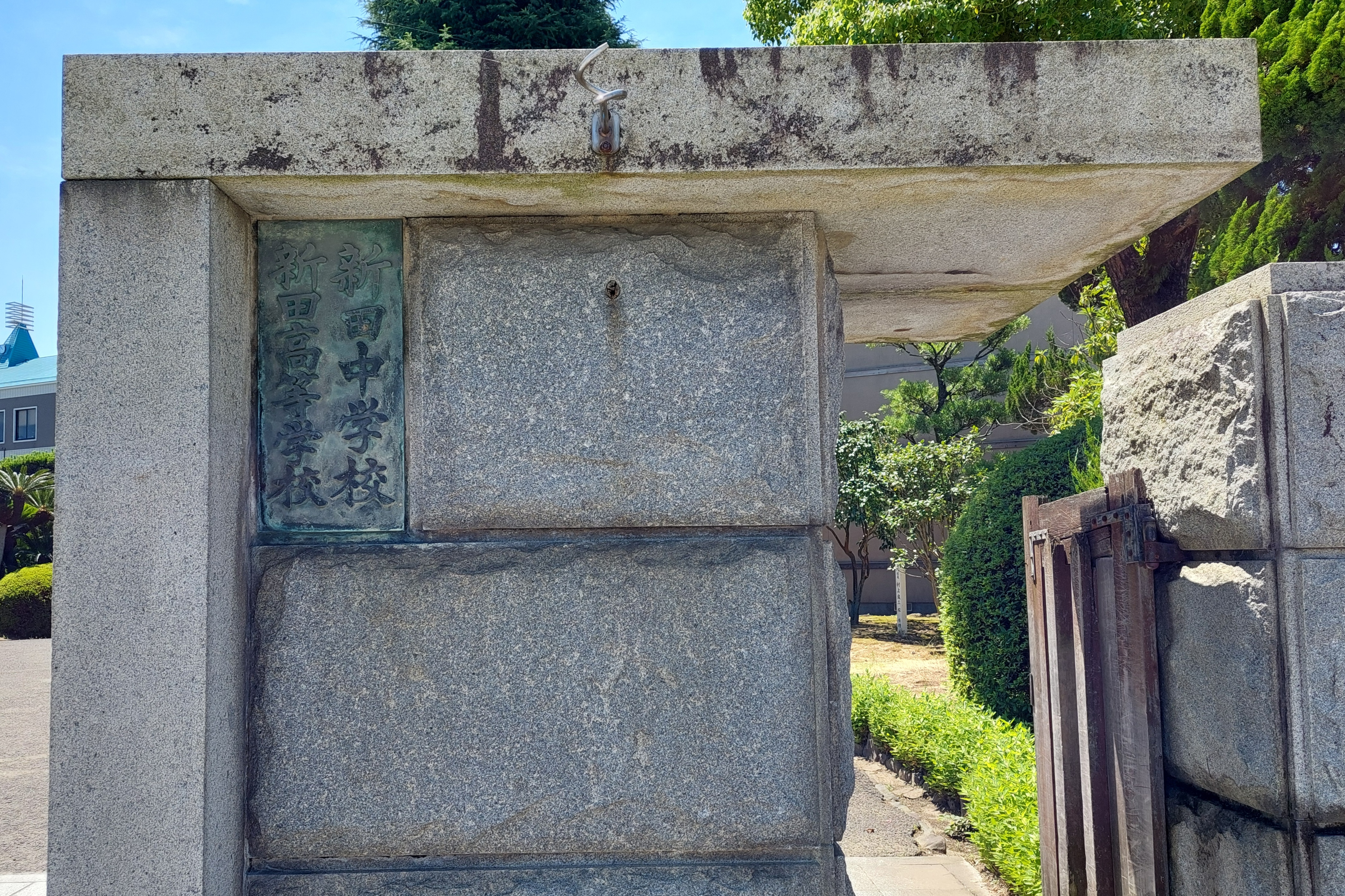
新田高等学校・新田中学校門標
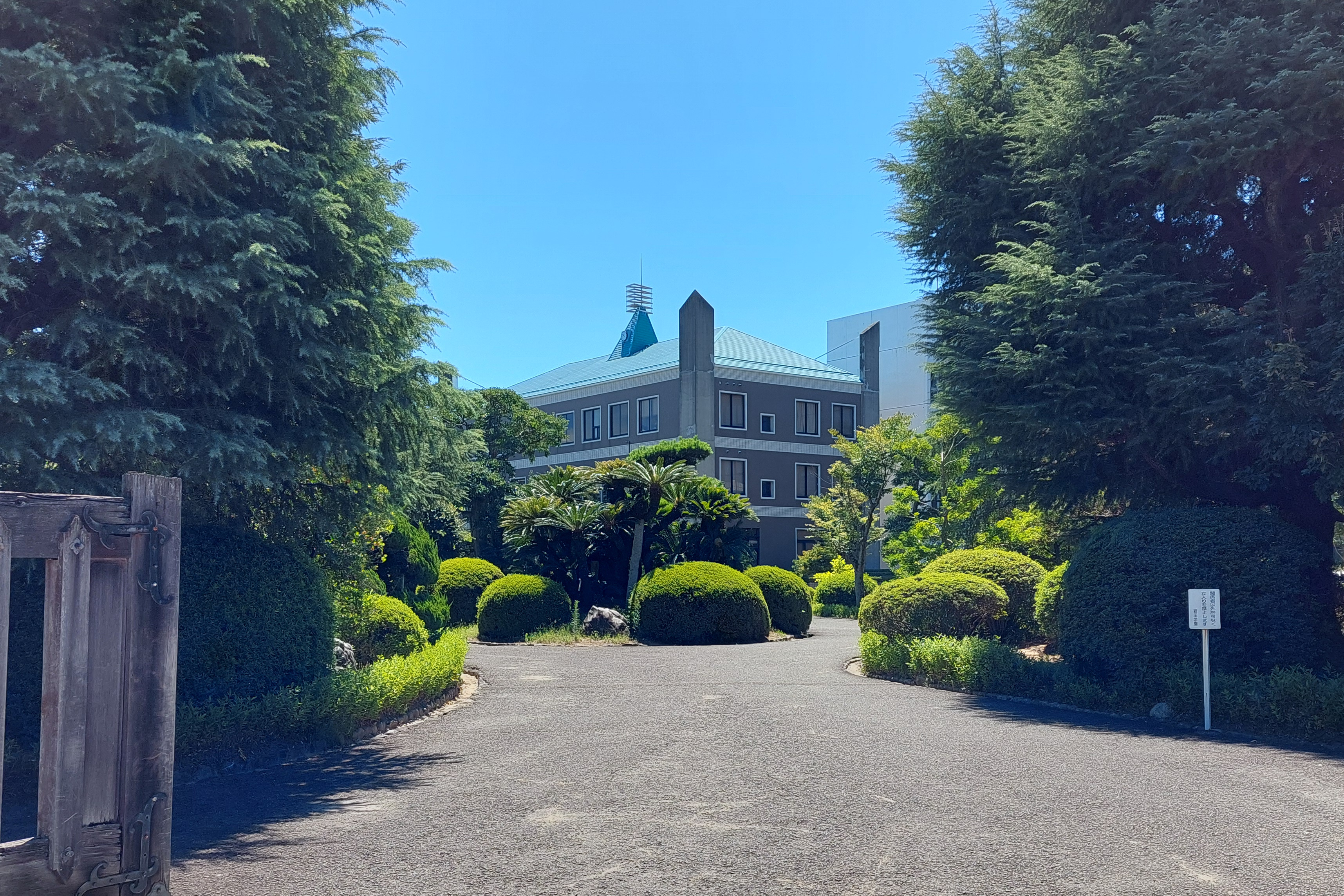
本館
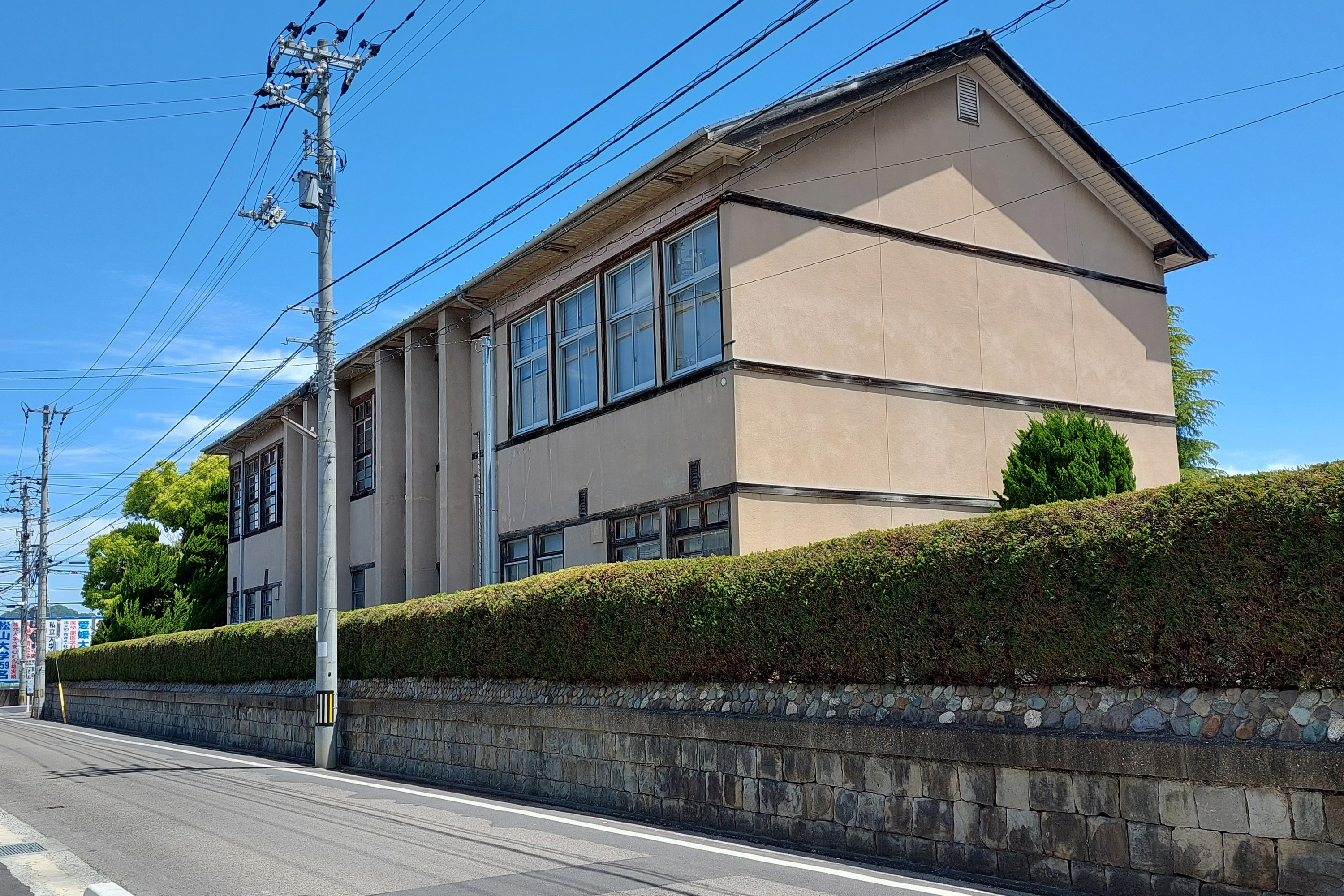
たちばな館
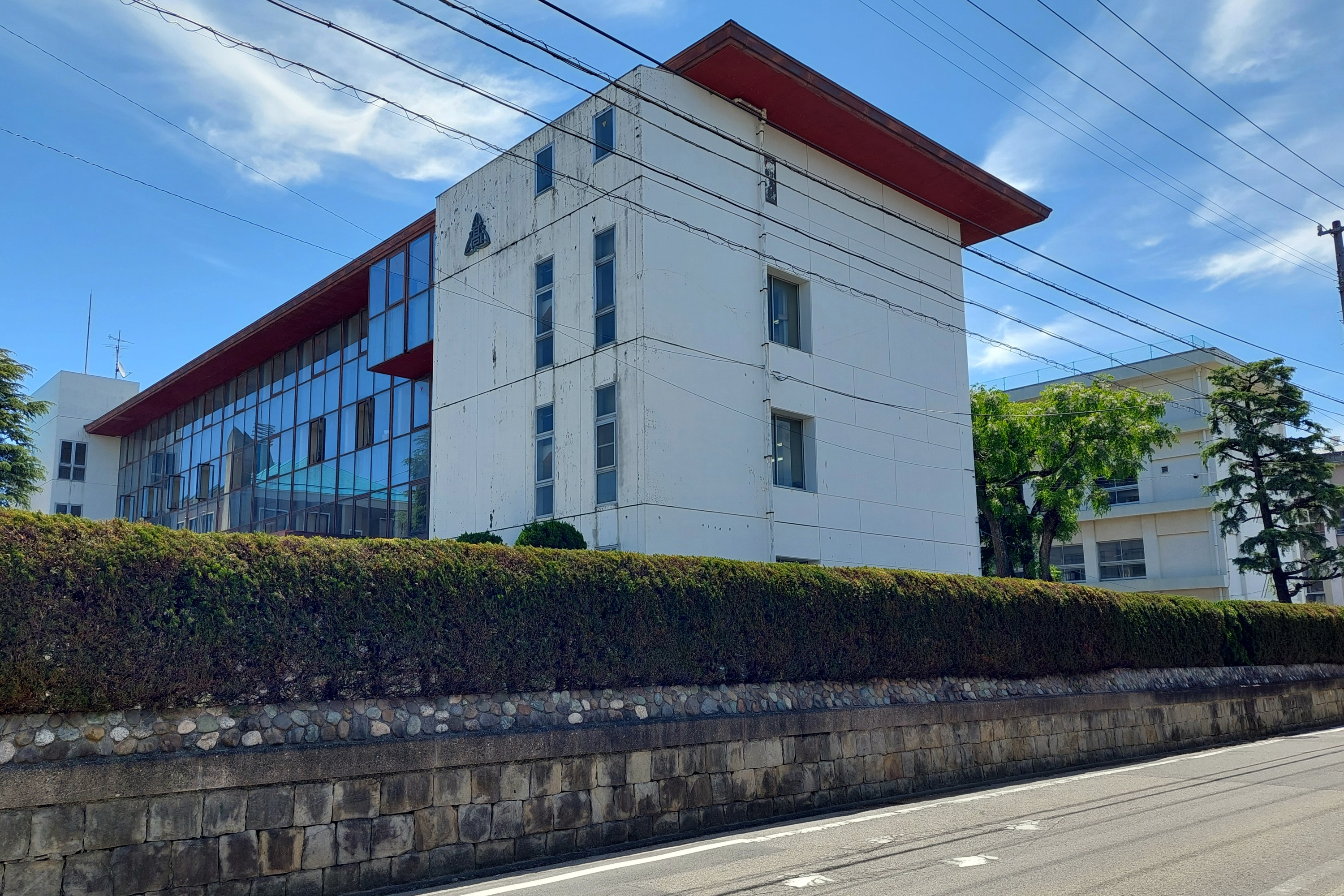
第一教棟（左）と第二教棟（右）
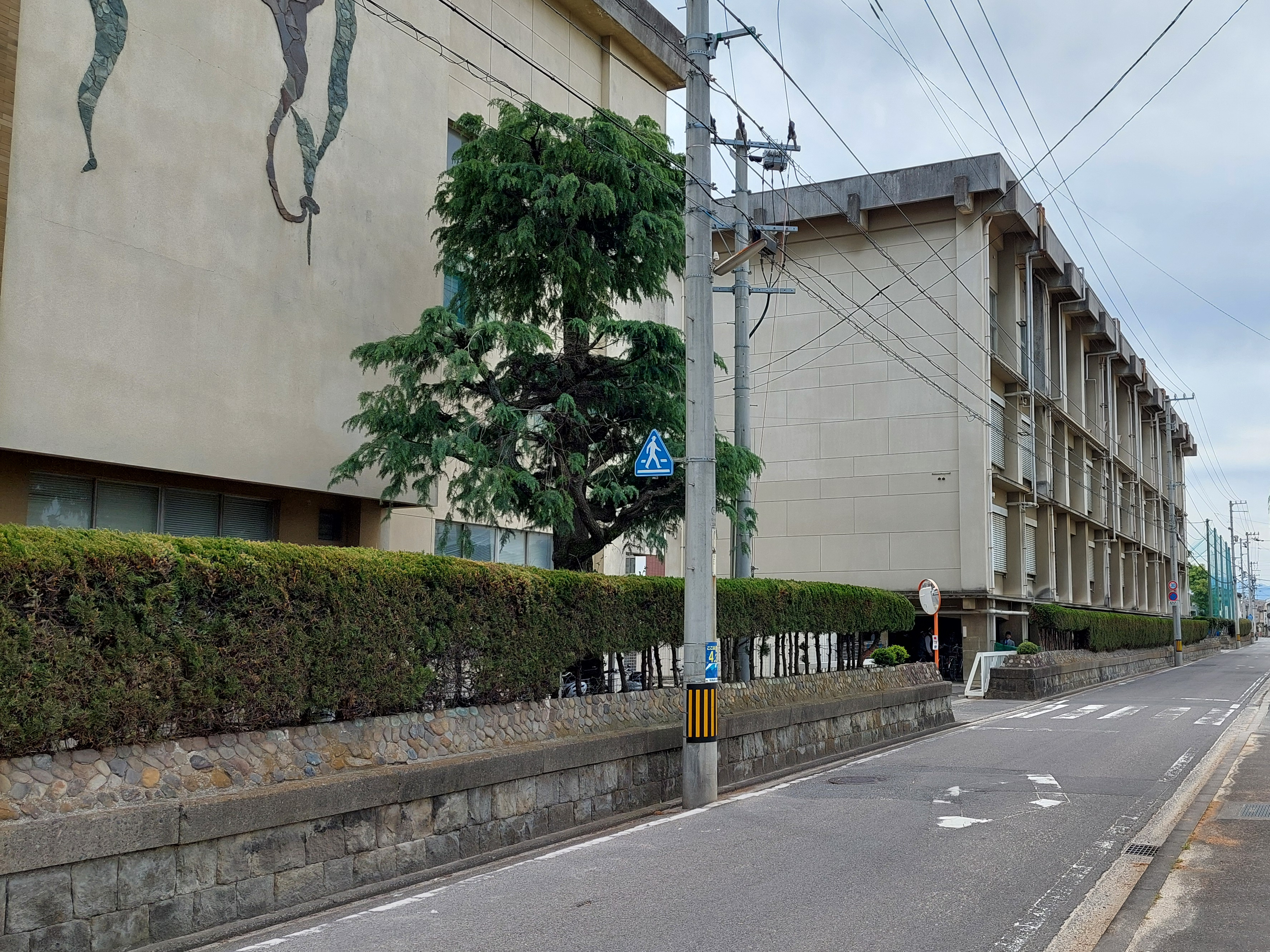
中央体育館（左）と第三教棟（右）
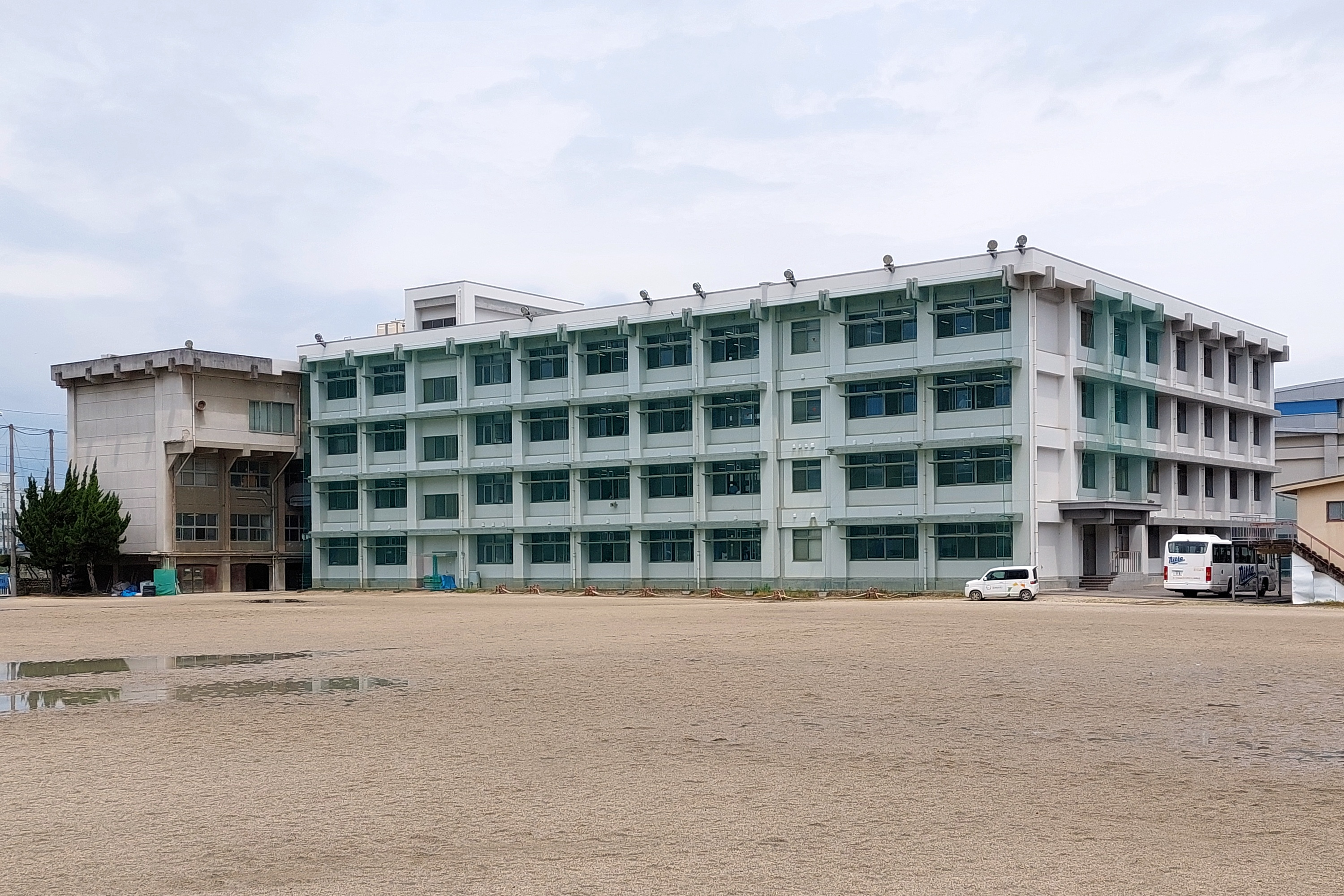
第四教棟
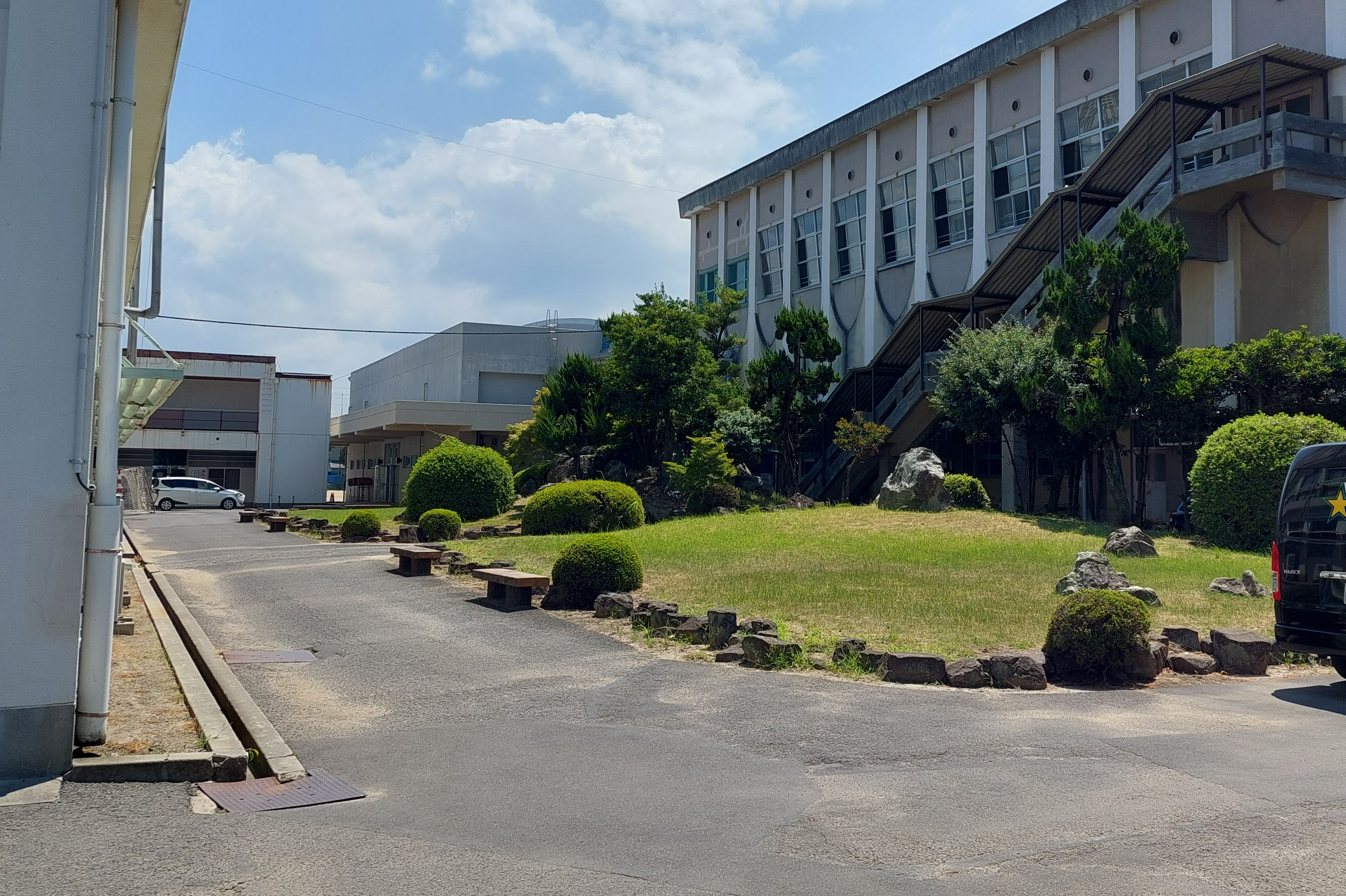
校庭
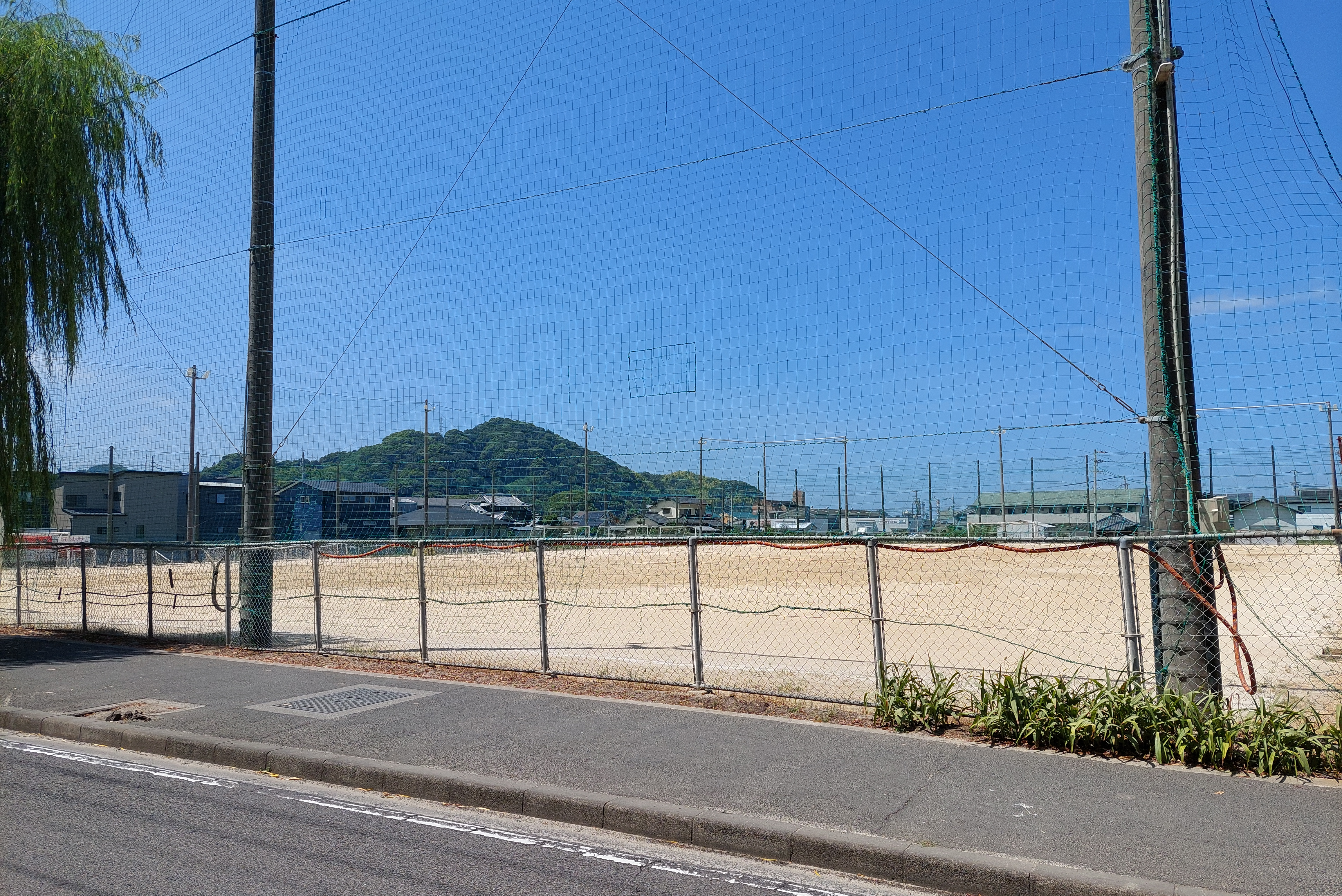
第六運動場
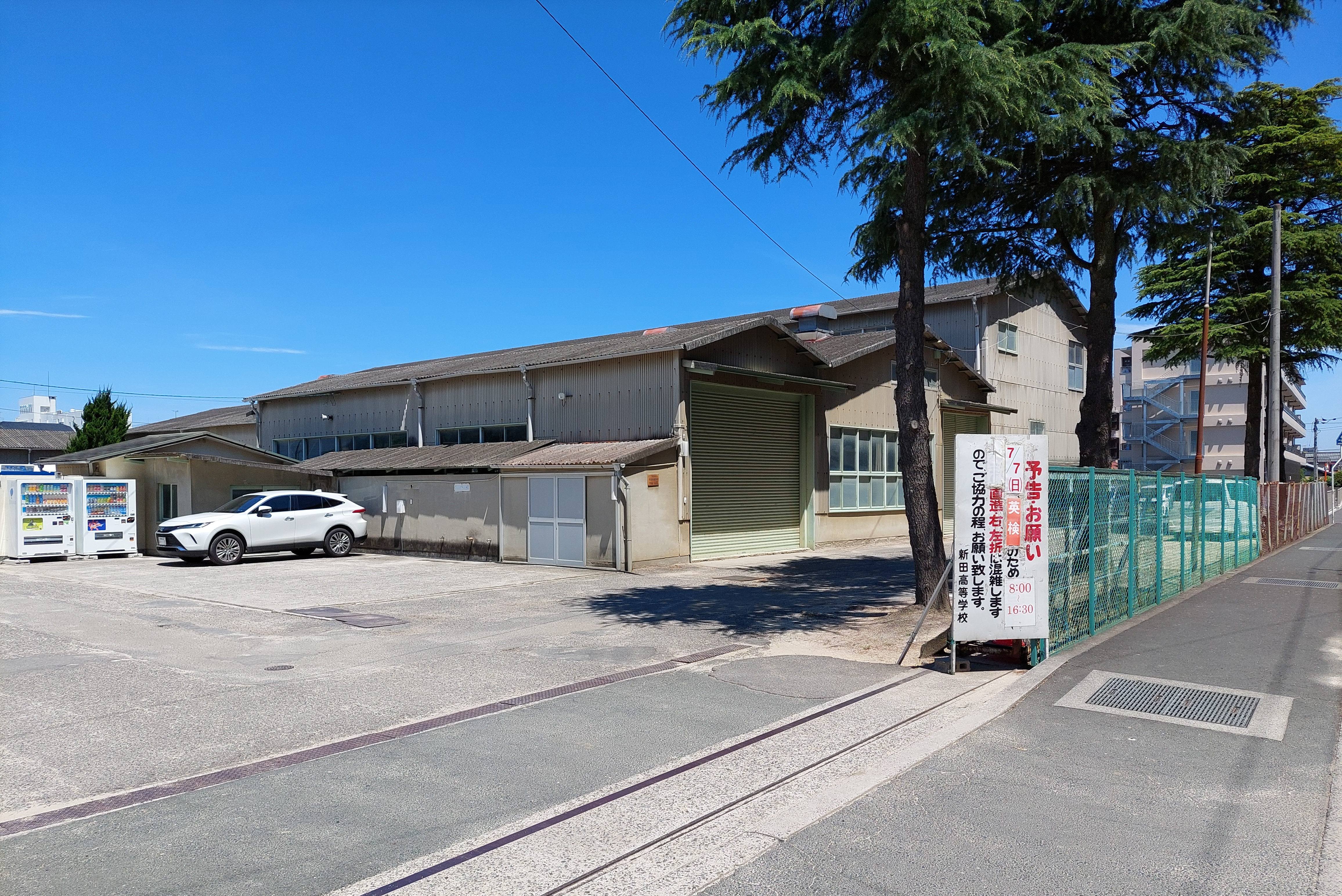
工業科実習室
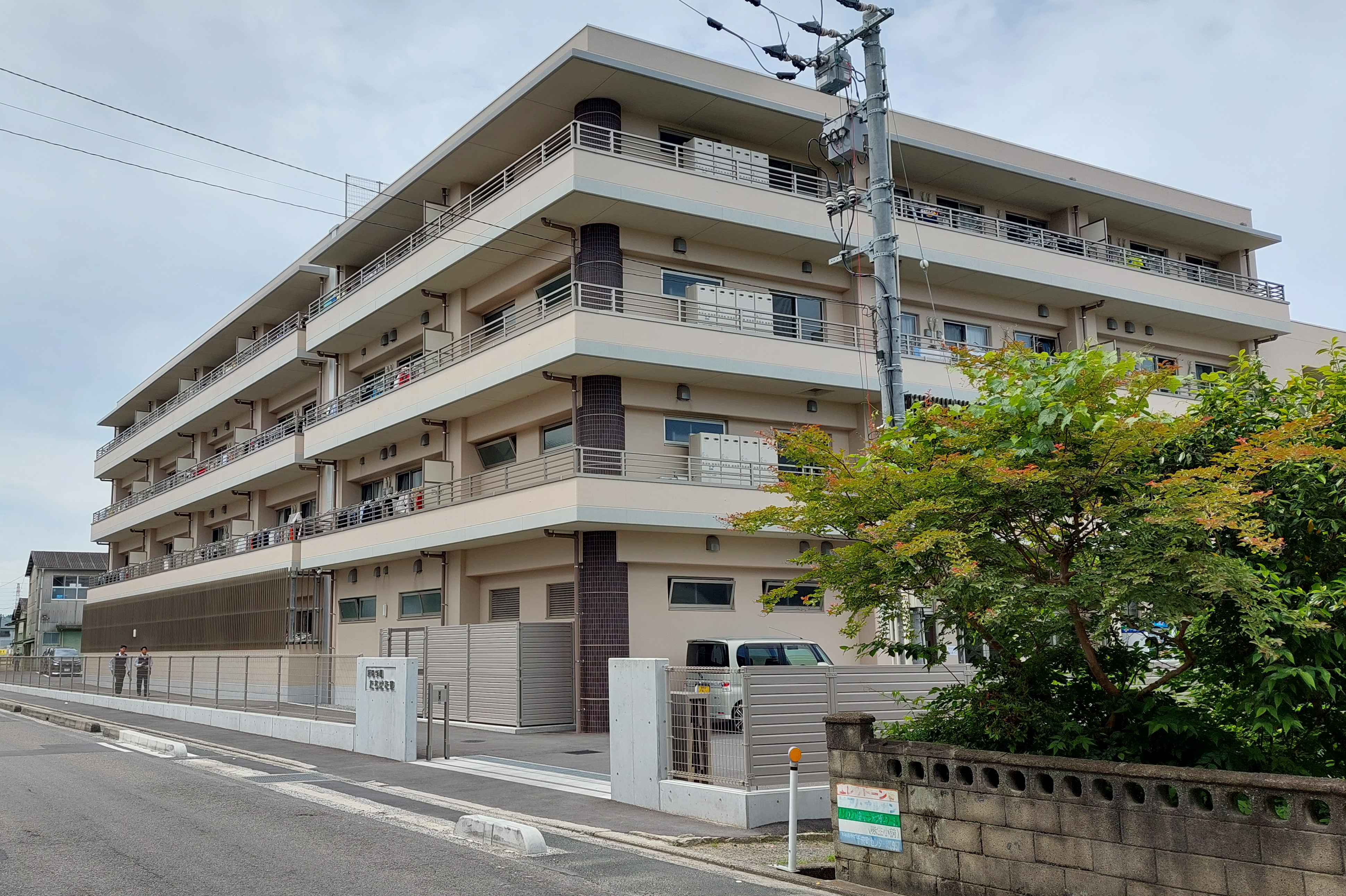
学寮

### 過去に存在した施設
- 第五教棟 - 木造校舎で北通用門近くにあったが、新田青雲中等教育学校が建設されるに伴い2002年に解体された。
- 公認プール - 水泳部の屋外プール
- 旧第二体育館 - バドミントン部の練習場として使用されていたが、老朽化に伴い取り壊し。同じ場所に新しい第二体育館が建設された。

## 設置学科
- 普通科
  - スーパー特進コース（文科系列・理科系列）
  - 特進コース（文科系列・理科系列）
  - 総合進学コース選抜クラス（文科系列・理科系列）
  - 総合進学コース（文科系列・理科系列・情報系列・体育系列）
- 工業科
  - 工業技術科（電気技術系列・機械制御系列）

## 歴代理事長・歴代校長
歴代理事長
- 初代(創立者)-新田仲太郎(1938年-1969年12月2日)
- 第2代-新田長稔(1969年12月17日-1974年4月2日)
- 第3代-新田武治(1974年4月2日-1997年3月31日)
- 第4代-稲瀬道和(1997年4月1日-2013年3月31日)
- 第5代-丸木公介(2013年4月1日-2023年3月31日)
- 第6代-永井博(2023年4月1日-)

歴代校長
- 初代-菊池紋平(1938年11月21日-1945年8月13日)
- 第2代-沼田実(1945年8月14日-1954年3月31日)
- 第3代-武智啓次郎(1954年4月1日-1960年3月31日)
- 第4代-佐伯秀雄(1960年4月1日-1974年3月31日)
- 第5代-山本寅雄(1974年4月1日-1987年3月31日)
- 第6代-村上良三(1987年4月1日-1998年3月31日)
- 第7代-片岡至(1998年4月1日-2009年3月31日)
- 第8代-竹林一昭(2009年4月1日-2017年3月31日)
- 第9代-永井博(2017年4月1日-2023年3月31日)
- 第10代-和田真志(2023年4月1日-)

## スポーツ活動
スポーツの盛んな学校である。
- バスケットボール部はインターハイに49回、全国高等学校バスケットボール選抜優勝大会に29回出場している。
- ラグビー部は全国高等学校ラグビーフットボール大会に44回出場している。
- 硬式野球部は1947年創部。春季大会、秋季大会、四国大会で優勝経験があり、2004年には明治神宮野球大会に出場している。プロにも選手を輩出しており、1974年の愛媛県大会では後に西武などで活躍した大川浩が3回戦の今治南高戦で県史上5人目となるノーヒットノーランを達成している。
  - 選抜高等学校野球大会には1990年（第62回）と2005年（第77回）の2回出場経験あり。最高成績は1990年（第62回）の準優勝。準決勝の北陽対新田は名勝負として数えられ、テレビや高校野球関連の雑誌に取り上げられている。2回戦と準決勝はサヨナラホームランでの勝利をおさめているが、一大会1チーム2本のサヨナラホームランを記録しているのは春夏通じて新田だけである。なお甲子園球場内にある甲子園歴史館には当時のユニフォームや資料が展示されている。
  - 全国高等学校野球選手権大会には2020年までに計7度愛媛大会決勝に進出（1県1代表以前も含む）するも全て敗れていたものの、2021年の第103回全国高等学校野球選手権愛媛大会決勝で同年春の選抜に初出場した聖カタリナ学園を12-2で破り、8度目の決勝進出で初の夏の甲子園出場を決めた[3]。またこの大会では初戦を突破し夏の甲子園初勝利も挙げた[4]。
- 軟式野球部は全国高等学校軟式野球選手権大会に15回出場し、第55回大会、第58回大会に準優勝の経験がある。
- サッカー部は全国高校サッカー選手権大会へ3回出場している。
- 柔道部は数多くのオリンピック選手を輩出している。
- ダンス部は冬の日本高校ダンス部選手権において2017年準優勝している。
- バレーボール部はインターハイ、春高バレー（全国高等学校選抜優勝大会・全日本高等学校選手権大会）合わせて40回出場している[5]。

## 応援歌
- VIVA新田
- 戦闘開始　SHOW　TIME
- ハイパーユニオン

## 進学率・就職率
- 普通科は進学率が高く、全国の約２００大学から指定校推薦を受ける。愛媛県内では唯一となる立命館大学との高大連携協定校である。かつては「スポーツの新田」と呼ばれていたが、近年は文武両道を掲げ勉学と部活動の両面から学校改革が行われている[要出典]。
- 工業科は就職内定率100%を15年連続で達成している[要出典]。

## 主な部活動
| 体育系 - 硬式野球部 - 軟式野球部 - 陸上部 - 体操競技部 - 水泳部 - ボート部 - バスケットボール部 - バレーボール部 - 卓球部 - 硬式テニス部 - ソフトテニス部 - ソフトボール部 - サッカー部 - ラグビー部 - ハンドボール部 - バドミントン部 - ボクシング部 - 柔道部 - 剣道部 - 少林寺拳法部 - 弓道部 - ダンス部 - 社会体育同好会 - 応援部 | 文化系 - 新聞部 - 会誌部 - 放送部 - 図書部 - 美術部 - 書道部 - 音楽部 - 囲碁･将棋部 - 写真部 - 物理化学部 - 生物地学部 - 英語部 - 簿記･商業部(活動休止) - 自動車部 - パソコン部 - JRC部 - 華道部 - 茶道部 |

## 著名な出身者
さまざまな業界に多くの人材を輩出している。詳しくは新田高等学校の人物一覧を参照されたい。

## 著名な教師・指導者
- 坂村真民（詩人、1967-1974年まで国語教員として勤務）
- 近藤兵太郎（アマチュア野球指導者、1950年-1954年まで硬式野球部の初代監督として勤務）
- 一色俊作（高校野球指導者、1985年-1993年まで硬式野球部監督として勤務）
- 高橋幸造（バレーボール指導者、バレーボール部監督[5]）

## 交通アクセス
- 伊予鉄山西駅より徒歩3分。
- JR予讃線三津浜駅より徒歩12分。

## 関連校
- 新田青雲中等教育学校